# Ong-Bak
Ong-Bak (Thais: องค์บาก) is een Thaise martialartsfilm uit 2003 onder regie van Prachya Pinkaew, die ook de productie en het scenario gedeeltelijk voor zijn rekening nam. De hoofdrol wordt vertolkt door Tony Jaa. De film bracht in Thailand meer dan 100 miljoen baht (circa twee miljoen euro) op. De film won op 17 maart 2004 de Action Asia-prijs op het Franse Deauville Asian Film Festival. Op het Filmfestival van Sitges 2003 won Ong-Bak de Orient Express Award en werd ze genomineerd voor de prijs voor beste film.
In december 2008 verscheen Ong-Bak 2 en in mei 2010 Ong Bak 3. Tony Jaa speelde in beide gevallen opnieuw de hoofdrol. Beide films spelen zich af voor het eerste deel.

## Verhaal
Ting (Tony Jaa) woont in Ban Nong Pradu, een arm plaatsje in Thailand. Hij is extreem vaardig in Muay Thai. Hij heeft een eed afgelegd dat hij zijn kunnen nooit zal gebruiken voor persoonlijk gewin. Wanneer bezoekers Ban Nong Pradu aandoen, willen ze het standbeeld van Ong-Bak kopen, het enige bezit van het dorp. De bewoners weigeren. De volgende morgen blijkt het hoofd van Ong-Bak gestolen.
Ting vertrekt naar Bangkok om de dieven te zoeken en het hoofd van Ong-Bak mee terug naar het dorp te brengen. Hij zoekt er hulp bij zijn neef Humlae (Petchtai Wongkamlao). Die blijkt zichzelf tegenwoordig 'George' te noemen en te bestaan van het ritselen van allerlei weinig eervolle zaakjes op straat, samen met zijn handlangster Muay Lek (Pumwaree Yodkamol). Hij is voornamelijk geïnteresseerd in geld en heeft weinig zin op zoek te gaan naar een stuk steen. Op een onbewaakt moment gaat hij ervandoor met de zak geld die de dorpsbewoners voor Ting bij elkaar verzamelden en zet alles in - en verliest - bij het wedden op een illegaal straatgevecht.
Ting vindt Humlae bij de gevechten en wil zijn geld terug. Hij verkrijgt het door de regerende kampioen met één kniestoot te vloeren. Vervolgens verslaat hij de ene na de andere uitdager. Daarmee jaagt hij de lokale misdaadbaas Komtuan (Suchao Pongwilai) tegen zich in het harnas, want het zijn Komtuans vechters die Ting verslaat en daardoor verliest die miljoenen aan weddenschappen. Ting is niet uit op gewin en wil alleen terug wat oorspronkelijk van hem was. Hij wordt niettemin terug de ring in gedwongen omdat een van Komtuans vechters genaamd Big Bear (Nick Kara) niet eerder stopt met het afranselen van een toevallig aanwezige Thaise man voor Ting toegeeft. Komtuan stuurt vervolgens de ene na de andere vechtersbaas op hem af om Ting klein te krijgen.
Ting komt te weten dat Komtuan het brein is achter de diefstal van het hoofd van Ong-Bak en verscheidene andere kunstschatten uit de omgeving, om vervolgens de bewoners af te persen. Hij belooft Ting het hoofd terug te geven als hij expres een gevecht verliest, maar komt vervolgens zijn afspraak niet na. Daarom gaat Ting zelf op zoek naar de verstopplaats van Ong-Bak en weigert hij zich te laten stoppen door Komtuans mensen.

## Rolverdeling
| - Tony Jaa - Ting - Petchtai Wongkamlao - Humlae / ' George ' - Pumwaree Yodkamol - Muay Lek - Suchao Pongwilai - Komtuan - Chumphorn Thepphithak - Mao - Cheathavuth Watcharakhun - Peng - Wannakit Sirioput - Don - Rungrawee Barijindakul - Ngek - Chatthapong Pantanaunkul - Saming - Nudhapol Asavabhakhin - Toshiro - Pornpimol Chookanthong - Mae Waan - Udom Chouncheun - Ta Meun | - Boonsri Yindee - Yai Hom - Arirat Ratanakaitkosol - Tang On - Woravit Tanochitsirikul - Sia Pao - Chalongsak Sirimahasan - Hia Lao - Sawang Rodnuch - Noi - Sutin Rodnuch - Jamnean - Woranard Tantipidok - Pra Cru - David Ismalone - Mad Dog - Erik Markus Schuetz - Pearl Harbour - Paul Gaius - Lee - Nick Kara - Big Bear |

## Achtergrond
Hoofdrolspeler Tony Jaa deed alle gevechten zelf. Daarin werden geen videotrucages of hulpdraden gebruikt. Hij is een getraind beoefenaar van Muay Thai Boran, de voorloper van Muay Thai.
Ong-Bak werd in Europa uitgebracht door Luc Besson, die de rechten voor de film bezit in Europa, Noord-Amerika en Australië. Kaarten voor de eerste voorvertoningen in zes Parijse bioscopen op 7 april 2004 waren binnen tien minuten uitverkocht.